# Lygodactylus ocellatus
Lygodactylus ocellatus là một loài thằn lằn trong họ Gekkonidae. Loài này được Roux mô tả khoa học đầu tiên năm 1907.